# Lăng mộ người Thracia ở Sveshtari
Lăng mộ người Thrace ở Sveshtari (tiếng Bulgaria: Свещарска гробница, Sveštarska grobnica) nằm cách làng Sveshtari, tỉnh Razgrad 2,5 km về phía đông bắc của Razgrad, phía đông bắc Bulgaria. Năm 1985, UNESCO công nhận đây là di sản thế giới UNESCO.

## Đặc điểm
Được phát hiện vào năm 1982 tại một gò đất, ngôi mộ Getic có từ thế kỷ thứ 3 trước Công nguyên này phản ánh các nguyên tắc cấu trúc cơ bản của các tòa nhà tôn giáo của người Thrace. Trang trí kiến trúc của ngôi mộ độc đáo, với nhiều trụ đá nửa người, nửa thực vật và các bức tranh vẽ. Mười nhân vật nữ được chạm khắc trên các bức tường cao của phòng trung tâm và các đồ trang trí của các mặt tròn trong hầm của lăng mộ là những ví dụ duy nhất của loại hình này được tìm thấy cho đến nay trong vùng đất của người Thrace. Đây là một lời nhắc nhở đáng chú ý về văn hóa Getae, một nhóm dân tộc người Thrace đã tiếp xúc với thế giới Hy Lạp cổ đại..
Vào năm 2012, các nhà khảo cổ đã phát hiện ra một kho báu quan trọng gần ngôi làng. Kho báu bao gồm một chiếc nhẫn vàng, 44 bức tranh nữ hình và 100 nút vàng, được tìm thấy trong 150 ngôi mộ từ thế kỷ thứ 4 trước Công nguyên. Người ta cho rằng nó là một phần của địa điểm của thành phố Helis của Getae.